# Religioni nelle Tonga
Il cristianesimo è la religione più diffusa a Tonga. Secondo il censimento del 2016 (l'ultimo effettuato), i cristiani rappresentano il 97% della popolazione (con una maggioranza di protestanti); il 2,4% della popolazione segue altre religioni, lo 0,5% della popolazione non segue alcuna religione e lo 0,1% della popolazione non specifica la propria affiliazione religiosa. Una stima dell'Association of Religion Data Archives (ARDA) riferita al 2020 dà i cristiani al 95,8% circa della popolazione e coloro che seguono altre religioni al 3,8% circa della popolazione, mentre lo 0,4% circa della popolazione non segue alcuna religione.

## Religioni presenti

### Cristianesimo
Secondo il censimento del 2016, i protestanti rappresentano il 64% della popolazione, i cattolici il 14% della popolazione e i cristiani di altre denominazioni il 19% della popolazione. Secondo le stime dell'ARDA del 2020, i cattolici sono circa il 14% della popolazione, mentre i protestanti e gli altri cristiani sono l'81,8% della popolazione.
La maggioranza dei protestanti tongani (circa il 35%) appartiene alla Chiesa libera wesleyana di Tonga, una chiesa nazionale a cui appartengono anche il re e la maggioranza della famiglia reale e della nobiltà ereditaria. Vi sono poi tre chiese nazionali di orientamento metodista (Chiesa Libera di Tonga, Chiesa di Tonga e Chiesa Tokaikolo), che insieme raggruppano il 22% della popolazione. In misura minore sono inoltre presenti le Assemblee di Dio, gli avventisti del settimo giorno, gli anglicani e altre denominazioni pentecostali. 
La Chiesa cattolica è presente a Tonga con una sola sede, la diocesi di Tonga. 
Fra i cristiani di altre denominazioni, il gruppo più numeroso è costituito dalla Chiesa di Gesù Cristo dei Santi degli Ultimi Giorni (i Mormoni), che rappresenta il 18,6% della popolazione; sono presenti anche i Testimoni di Geova.

### Altre religioni
Fra le religioni non cristiane, il gruppo più numeroso presente a Tonga è rappresentato dai seguaci del bahaismo; vi sono inoltre piccoli gruppi di seguaci del buddismo, dell'induismo e dell'islam.